# Conceição do Tocantins
Conceição do Tocantins là một đô thị thuộc bang Tocantins, Brasil. Đô thị này có diện tích 2500,733 km², dân số năm 2007 là 4402 người, mật độ 1,76 người/km².